# Brycon orbignyanus
Brycon orbignyanus är en fiskart som först beskrevs av Valenciennes, 1850.  Brycon orbignyanus ingår i släktet Brycon och familjen Characidae. Inga underarter finns listade.